# مسجد النور (لابوان)
مسجد النور هو المسجد الوحيد في الأراضي الاتحادي لمدينة لابوان في ماليزيا .

## البناء
تم تشغيل المرحلة الأولى من بناء مسجد النور من قبل حكومة الدولة من خلال المجلس الديني الإسلامي، وافتتح المسجد في الأول من شهر فبراير من عام 1988 من قبل توانكو سيد سراج الثامن يانغ دي-برتوان أغونغ بالتزامن مع يوم الأرض الاتحادي .

## العمارة
الهندسة المعمارية هي مزيج من العناصر المعمارية لبروناي والعناصر المعمارية في ملايو وأيضا مزيج مع العمارة في تركيا، ونتيجة لهذه التأثيرات أنتج مسجد جديد لديه هوية فريدة وجميلة من نوعها وجميلة، وقد تم بتاء المسجد بقبة كبيرة ومأذنتين طويلتي القامة على جانبي المسجد، المسجد أيضا مجهز بالعدد من المرافق والمعدات للاستخدام العام مثل ثلاث قاعات للمحاضرات ومكتبة اسمها مكتبة دار الحكمة ومكاتب إدارية وغرفة استراحة لكبار الشخصيات.

## وصلات خارجية
- موقع مسجد النور على الخريطة
- البوم صور مسجد النور